# Al-Hilli
Abu Mansūr Ŷamal ad-Dīn al-Ḥasan ibn Yūsuf ibn Muṭahhar al-Ḥilli, más conocido como Al- Ḥilli y como al-ʿAllāmat al-Ḥilli —«el sabio de Hilla»— (en árabe: ابو منصور جمال الدين الحسن بن يوسف ابن مطهر الحلي, الحلي y العلامة الحلي‎) (n. Hilla, 15 de diciembre de 1250-18 de diciembre de 1325) fue un ulema y muŷtahid imamí de importancia capital en el desarrollo histórico del islam chií duodecimano, promotor del primer establecimiento de esta corriente como religión oficial de Irán por el sultán iljaní Ölŷeitü a principios del siglo XIV d. C. y cuyas obras siguen formando parte de los pilares de la formación doctrinal duodecimana hasta el siglo XXI.

## Biografía
Al-Hilli, conocido también como «el sabio de Hilla», nació en esa ciudad del actual Irak, reconocida en el siglo XIII d. C. como el principal centro el islam chií, dentro de una familia de notables alfaquíes y teólogos chiíes. Su padre, Sadīd ud-Dīn al-Ḥillī, era un respetado muŷtahid y una autoridad en la comunidad chií, perteneciente a la familia Āl Muṭahhar, integrada en el clan de los Banī Asad. Su tío materno, Muḥaqqiq al-Ḥilli, era también un erudito de renombre.
El pequeño Ḥasan comenzó a estudiar el Corán guiado por su padre desde su tierna infancia ya antes de acudir a la escuela. Tras aprender el Corán y la escritura, volvió a estudiar con su padre, siendo conocido ya entonces en su familia y entre los eruditos locales con el sobrenombre de Ŷamāl ud-Dīn («belleza de la fe»).
Su infancia y formación coincidió a partir de los diez años con la invasión, pillaje y destrucción de la región por los mongoles, quienes tras escribir su padre y otros ulemas a Hulagu Jan pidiendo que se respetaran las ciudades sagradas de Irak, dejaron Hilla relativamente a salvo de la destrucción y se consolidó como centro de estudios.

### Maestros
Entre sus maestros, además de su padre y su tío, estuvieron otros eruditos de Hilla como Sayyid Raḍī ad-Dīn ʿAlī ibn Ṭāwūs, Sayyid Aḥmad ibn Ṭāwūs, Yaḥyà ibn Saʿīd al-Ḥillī y Mufīd ad-Dīn Muḥammad ibn Ŷahm al-Ḥillī. Siendo aún joven, pasó un tiempo estudiando en el observatorio astronómico recién fundado en Maragheh por Naṣīr ad-Dīn aṭ-Ṭūsī, con quien estudió la filosofía aviceniana y las matemáticas. Allí estudió también la obra de Fajr ad-Dīn Rāzí con el suní Naŷm ad-Dīn ʿAlī ibn ʿUmar al-Kātibī al-Qazwīnī y con Aṯīr ad-Dīn Mufaẓẓal b. ʿUmar Abharī y Muḥammad b. Nāmāwar b. ʿAbd al-Mali Kunŷī, además de estudiar con el chií Ibn Mayṯam al-Baḥrānī. Tras abandonar Maraghe, se desplazó a Bagdad, donde estudió las doctrinas místicas de Ibn Arabi —probablemente con el sufí Šams ad-Dīn Muḥammad ibn Muḥammad ibn Aḥmad al-Kišī—. En Bagdad fue también discípulo de Burhān ad-Dīn an-Nasafī, Ŷamāl ad-Dīn Ḥusayn ibn Ayyāz an-Naḥwī, Taqī ad-Dīn ʿAbdallāh ibn Ŷaʿfar al-Kūfī e ʿIzz ad-Dīn Fārūqī al-Wāsiṭī.
Las disciplinas que aprendió fueron el Fiqh y los principios del derecho islámico, el estudio de los hadices, Kalam, Filosofía, Lógica, Matemáticas, Geometría y Astrología, y su brillante dominio de las mismas le proporcionó pronto fama en toda la región, dándole el sobrenombre de ʿAllāma («gran sabio»).

### Discípulos
Entre los discípulos a los que concedió el título de iŷtihād se cuentan su hijo Muḥammad ibn Ḥasan ibn Yūsuf al-Ḥillī Fajr al-Muḥaqqiqīn («florón de los investigadores») y sus sobrinos Sayyid ʿAmīd ad-Dīn ʿAbd al-Muṭallib y Sayyid Ḍiāʾ ad-Dīn ʿAbdallāh al-Ḥusaynī al-Aʿraŷī al-Ḥillī, que escribieron numerosos comentarios a la obra del ayatolá y tomaron a su cargo a sus discípulos tras su muerte. Otros alumnos destacados fueron Tāŷ ad-Dīn Sayyid Muḥammad ibn Qāsim al-Ḥasanī Ibn Muʿayya, Raḍī ad-Dīn Abu-l-Ḥasan al-ʿAlī ibn Aḥmad al-Ḥillī, Quṭb ad-Dīn Rāzī, Sayyid Naŷm ad-Dīn Muhannà ibn Sinān al-Madanī, Tāŷ ad-Dīn Maḥmūd ibn Mawlà, Taqī ad-Dīn Ibrāhīm ibn Ḥusayn Āmolí y Muḥammad ibn ʿAlī al-Gorgāní.

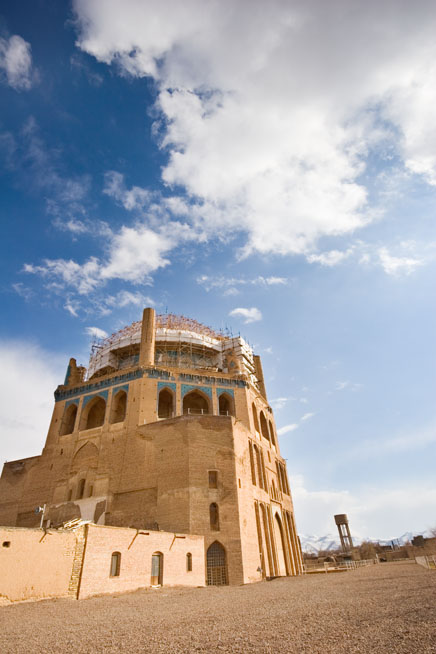
Exterior del mausoleo del ilján Ölyeitü, cerca de Zanyán (erigido entre 1302 y 1312, durante la estancia en Soltanié de Al-Hilli).

### Estancia en Irán
En 1305, el sultán mongol Ölyeitü mandó llevar al ayatolá Hilli a su corte de Soltanié para anular legalmente la acción por la que había repudiado en un arranque de ira a una de sus esposas. La erudición de Al-Hilli ejerció gran influencia en la difusión del chiismo en el Irán iljaní, llegando el propio Ölyeitü, impresionado, a convertirse al islam duodecimano y a proclamar esta confesión religión oficial de Irán, acuñando moneda con los nombres de los doce imam en todas las ciudades del Iljanato persa.
Al-Hilli permaneció en Irán durante una década, difundiendo su conocimiento por orden del sultán mediante una «escuela itinerante del Sultán» (madrasa sayyāra sulṭānīya) que se desplazaba junto a Ölyeitü por el país en caravana con sus enseñantes, plantando su tienda en los puntos más elevados de los lugares donde hacía parada. Al mismo tiempo, Al-Hilli seguía escribiendo hasta que, a la muerte del sultán en 1316, regresó a su Hilla natal, donde se ocupó de nuevo en la enseñanza y la producción intelectual hasta su muerte en 1325.

## Producción intelectual
Según las fuentes, Al-Hilli produjo más de un centenar de títulos, más de quinientas obras o incluso mil, incluyendo epístolas y breves tratados sobre derecho islámico, jurisprudencia, teología y exégesis coránica. De estas, se conservan unos sesenta y se han publicado tan sólo ocho, consideradas entre los duodecimanos como «la más auténtica exposición de su dogma y prácticas», cuya influencia se refleja en un gran número de copias manuscritas y de comentarios realizados sobre su obra por otros autores. El propio Hilli proporciona la mejor fuente de información sobre su obra en un biográfico «Compendio de dichos» (en árabe خلاصة الاقوال Julāṣat al-aqwāl) en que hace el inventario de sus escritos hasta el año 1294.

### Teología
Los tratados de teología más importantes de al-Hilli son Nihāyat al-marām fī ʿilm al-kalām («Culmen del tratamiento de la ciencia del kalam») y Manāhiŷ al-yaqīn fī uṣūl ad-dīn («Vías de la certeza en los principios de la religión»), obra esta última en que pone de manifiesto su conocimiento de las doctrinas de los muʿtazilíes de Basora, que lo influyeron en gran medida.
La doctrina de Hilli está también muy influida por Nasir Tusí, a cuyo famoso Taŷrīd al-iʿtiqād escribió un comentario —el primero— que es una de sus obras más leídas, titulado Kašf al-Murād («Descubrimiento de lo deseado»). En ese comentario, Al-Hilli es el primer erudito chií en utilizar el término iŷtihād en el sentido de «intenso esfuerzo por adquirir el conocimiento de las leyes de la Sharia», en consonancia con su perfeccionamiento del fiqh deductivo (en árabe, الفقه الاستدلالي fiqh istidlālī).
Otro de sus trabajos teológicos célebres es el «Capítulo undécimo sobre el conocimiento de los principios de la religión necesarios para el común de los fieles» (Al-Bāb al-ḥādī ʿašar fī mā yaŷibu ʿalà ʿāmmat al-mukallifīn min maʿrifat uṣūl id-dīn), obra de vulgarización de las doctrinas chiíes compuesta hacia el final de su vida y titulada en alusión a un tratado anterior en diez secciones. Su carácter vulgarizador ha hecho de este Capítulo undécimo la obra más comentada y traducida de al-Hilli.

### Filosofía
La primera obra de Al-Ḥilli en el campo de la falsafa o filosofía islámica, y considerada por él mismo como una de las de mayor autoridad, es el Asrār al-jafīya («Secretos ocultos»), terminado en julio de 1281. Otras obras subsistentes son el Iḍāḥ al-maqāṣid fī šarḥi ḥikmat il-ʿayn, la segunda parte del Kašf al-jafāʾ min kitāb al-šifāʾ («Descubrimiento de lo oculto en el libro de la curación» —de Avicena—) y el capítulo dedicado a la lógica del Marāṣid al-tadqīq wa maqāṣid al-taḥqīq, del que se han perdido las secciones dedicadas a la física y a la teología. En estas obras, Ḥilli se muestra muy crítico de las posiciones de los filósofos anteriores y las rechaza cuando se distancian de las doctrinas teológicas. Aunque se dice que compuso comentarios a las obras de la filosofía «iluminacionista» o išrāqí de Sohravardí, sus obras subsistentes no muestran influencia alguna en este sentido.

### Lógica
Se conservan solo dos tratados de lógica de Ḥilli: el Qawāʿid al-ŷadalīya fī šarh al-risālat al-šamsīya —comentario a una obra de Kātibī Qazwīnī completado en 1280—, y Ŷawhar al-naḍīd fī šarḥi kitāb al-taŷrīd —comentario a un tratado de Nasir Tusí terminado al año siguiente—.

### Metodologíajurídica
Se han perdido todas las obras de Al-Ḥilli en este campo: el Ġāyat al-wuṣūl wa īḍāḥ al-subul fī šarḥi mujtaṣar muntahà al-suʾāl wa’l-ʿamal, compuesto en 1298; el más extenso Nihāyat al-wuṣūl ilà ʿilm al-uṣūl, culminado en 1305; el más conciso y popular Tahḏīb al-wuṣūl ilà ʿilm al-uṣūl, y otros.

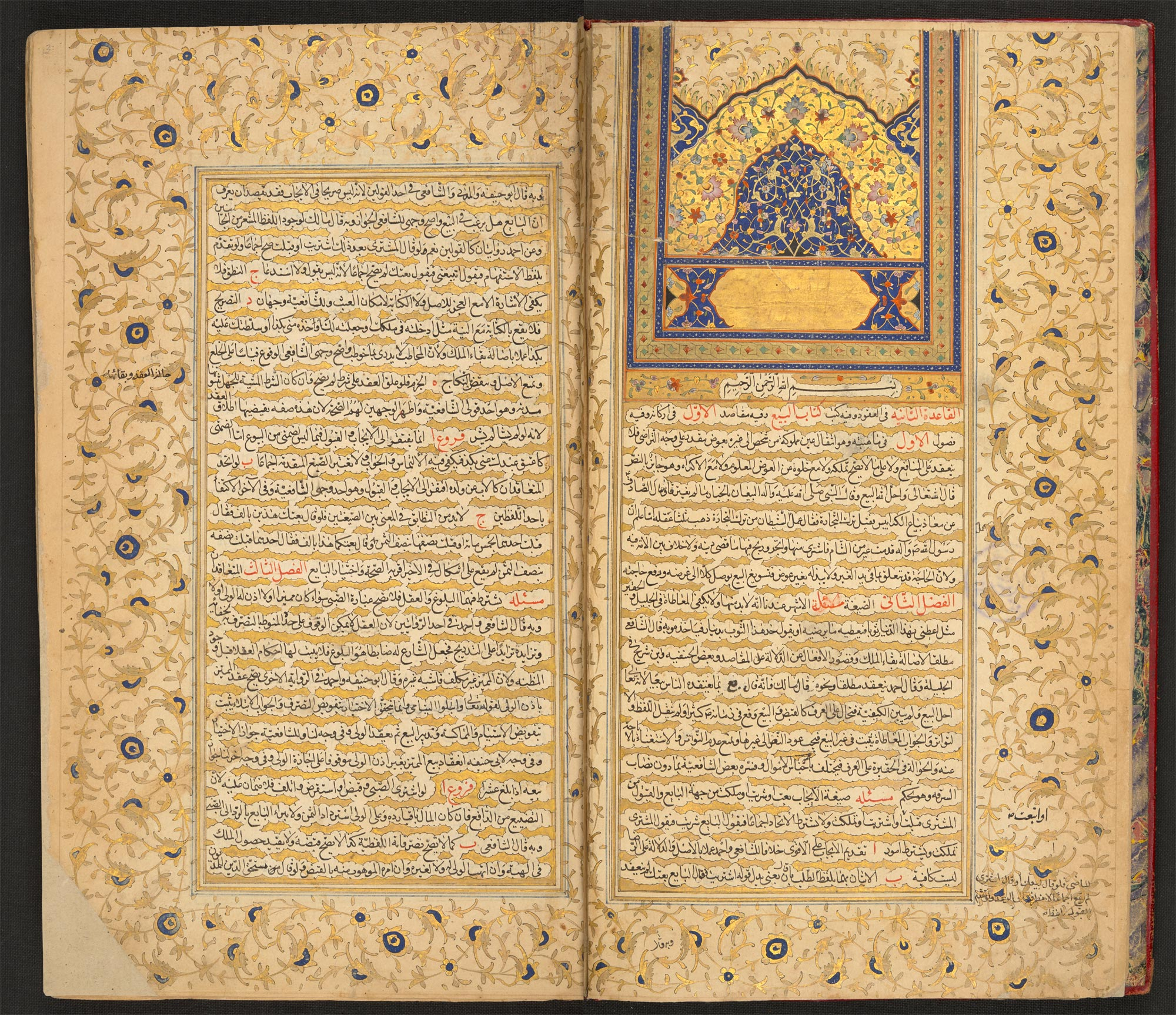
Copia del Tazkerat al-Fuqahà de época safaví.

### Fiqho jurisprudencia (islámica)
Al-Ḥilli desempeñó un papel importante en el desarrollo del derecho chií. Compuso numerosas obras de jurisprudencia, de las que las más importantes se conservan hasta hoy. De su obra primera y más extensa, el Muntahà al-maṭlab, se conservan solo partes relativas a los actos devocionales (ʿibādāt). Otra obra extensa escrita entre 1300 y 1309, el Mujtalaf al-šīʿa fī aḥkām al-šarīʿa, describe distintas cuestiones jurídicas objeto de discordia entre los alfaquíes chiíes. Tratados muy populares son el Qawāʿid al-aḥkām —escrito entre 1300 y 1301 y que cubre con concisión todas las áreas del derecho—, y el Iršād al-aḏhān fī aḥkām al-īmān. El escrito más extenso es Taḏkirat al-fuqahāʾ ʿalà taljīṣ fatāwī al-ʿulamàʾ, compuesto a petición de su hijo y terminado en 1321.

### Obras biográficas
Al-Ḥilli posee varios tratados del género de ʿilm al-riŷāl o compendios de biografías de hombres ilustres, dedicados a ulemas y eruditos del mundo islámico, entre los que se cuentan el resumido Mujtaṣar al-aqwāl fī maʿrifat al-riŷāl («Resumen de los dichos de la sabiduría de los hombres ilustres») y el Īḍāḥ al-ištibāh fī aḥwāl al-ruwāt («Aclaración de los errores sobre las vidas de los narradores»), terminado en 1308 y publicado en Teherán en 1900.

### Gramática
No se conserva ninguno de los escritos de Al-Ḥilli sobre gramática, en su mayoría resúmenes de trabajos de autores anteriores.

### Exégesis coránica
Al-Ḥilli escribió dos exégesis del Corán que no se han conservado.

### Hadiz
Aparte de un fragmento conservado en Mashhad, se conserva una sola de las obras de Al-Ḥilli sobre las tradiciones sacras del islam, el Īḍāḥ mujālafat al-sunna, terminado en 1323.

## Relevancia
Al-Ḥilli fue la máxima autoridad del chiismo en una época de gran desarrollo de la jurisprudencia de esta escuela. Fue el primero en introducir las matemáticas en el currículo de los estudios jurídicos islámicos. Su influencia intelectual, junto a la de Nasir Tusí, fueron de gran importancia en la preservación del pensamiento y la cultura islámicos en medio de la devastación ocasionada por los mongoles.
Tras dominar precozmente las ciencias de su tiempo, Al-Ḥilli comenzó pronto a escribir sus propias obras, convirtiéndose en un prolífico autor a quien se atribuyen 500 títulos, de los que se ha publicado una pequeña parte, mientras que otros manuscritos se han perdido.
En 1277 fue reconocido, pese a su juventud, como «fuente de emulación» (مرجع التقلید marŷaʿ at-taqlīd) máxima autoridad del islam chií duodecimano en sustitución de su tío Muḥaqqiq al-Ḥilli. Desde entonces fue conocido como āyatullāh («signo de Dios»), título que durante siglos fue el único en portar.